# Муравьи (роман)
«Муравьи» (фр. Les Fourmis) — первая книга трилогии французского писателя Бернарда Вербера «Муравьи».

## Аннотация
Этот многомиллионный город занимает на поверхности земли всего два квадратных метра! Его жильцы — самые трудолюбивые существа в мире! Их умение подчиняться правилам — мечта любого диктатора! Их интеллекту можно только позавидовать!
Они — муравьи!
И они живут среди нас. Или это мы живем среди них? Чья цивилизация окажется жизнеспособнее? 

## Сюжет

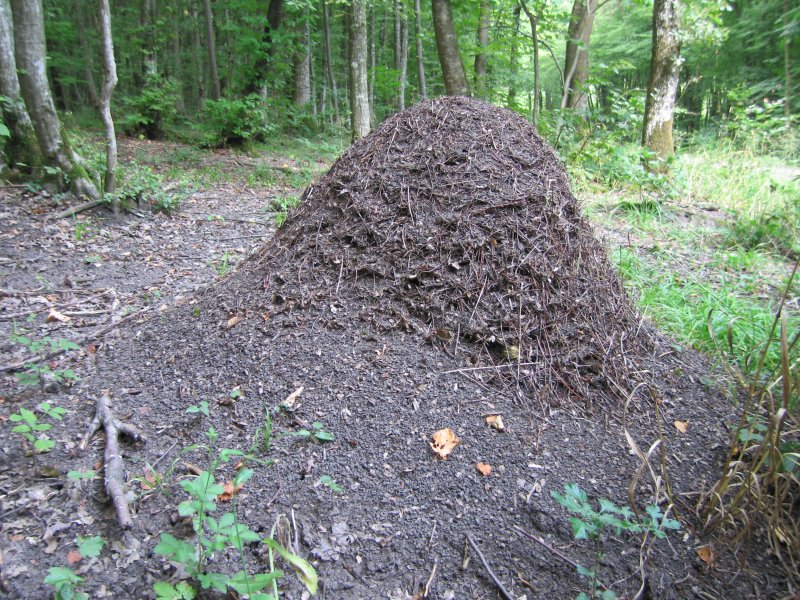
Муравейник вроде города Бел-о-кан

Повествование ведётся про цивилизации муравьёв и людей. На протяжении романа они напрямую не взаимодействуют и не встречаются. Это происходит только в конце романа.
Со стороны муравьёв действие развивается вокруг Бел-о-кана, центрального Города Федерации рыжих муравьёв, в период после зимней спячки муравьёв. Случается нечто странное — в одночасье погибли 28 муравьёв первой весенней экспедиции, из выживших только возглавлявший группу самец №327. Он начинает собственное расследование, вскоре к нему присоединяются ещё два муравья.
Основными персонажами со стороны людей являются учёный Эдмонд Уэллс, занимающийся изучением муравьёв, его племянник Джонатан и семья Джонатана: жена Люси и сын Николя, которые завели домашнего питомца, карликового пуделя по кличке Уарзазат. После смерти дяди Эдмонда он оставляет в наследство племяннику Джонатану дом, в который переезжает семья Джонатана. Однажды он спускается в подвал и не возвращается, вслед за ним там же пропадают остальные члены семьи.
Они попали в ловушку.

## Персонажи

### Люди
- Эдмонд Уэллс — учёный-мирмеколог, писатель.
- Джонатан Уэллс — его племянник, получивший от него наследство — дом 3 по улице Сибаритов. Раньше работал слесарем в мастерской.
- Люси — жена Джонатана. Познакомилась с ним в метро. Они женаты 13 лет.
- Николя — сын Джонатана и Люси, единственный ребёнок в семье. Любит целыми днями смотреть телевизор.

### Муравьи
- № 56: девичье имя королевы Шли-Пу-Ни, основательницы Города Шли-Пу-Кан, в последующем — королевы Федерации.
- № 327: молодой белоканский самец, обнаруживший «секретное оружие».
- № 4000: старый и умудрённый опытом рыжий охотник из Гаэй-Тиоло.
- № 103683: белоканский солдат, присоединившийся к группе № 327 для поисков «секретного оружия».
- № 801: сын Шли-Пу-Ни, лучший воин Города, засланный в качестве разведчика в Город Бел-О-Кан.

## Города
- Шли-пу-кан — сверхсовременный город, построенный Шли-пу-ни.
- Ши-гае-пу — город муравьёв-карликов на северо-западе.
- Зуби-зуби-кан — город на Востоке, знаменитый большим поголовьем скота.
- Гаэй-Тиоло — маленькое военное гнездо.
- Бел-о-кан — центральный Город Федерации рыжих муравьёв.
- Ла-шола-кан — самый западный Город Федерации.

## Интересные факты
- В 2000 году французская компания-разработчик компьютерных игр Microids выпустила стратегическую игру Empire of the Ants по мотивам романа «Муравьи».